# Gondang (Mungkid)
Gondang is een bestuurslaag in het regentschap Magelang van de provincie Midden-Java, Indonesië. Gondang telt 1813 inwoners (volkstelling 2010).